# 格林尼治子午線
51°28′40.12″N 0°00′05.31″W / 51.4778111°N 0.0014750°W

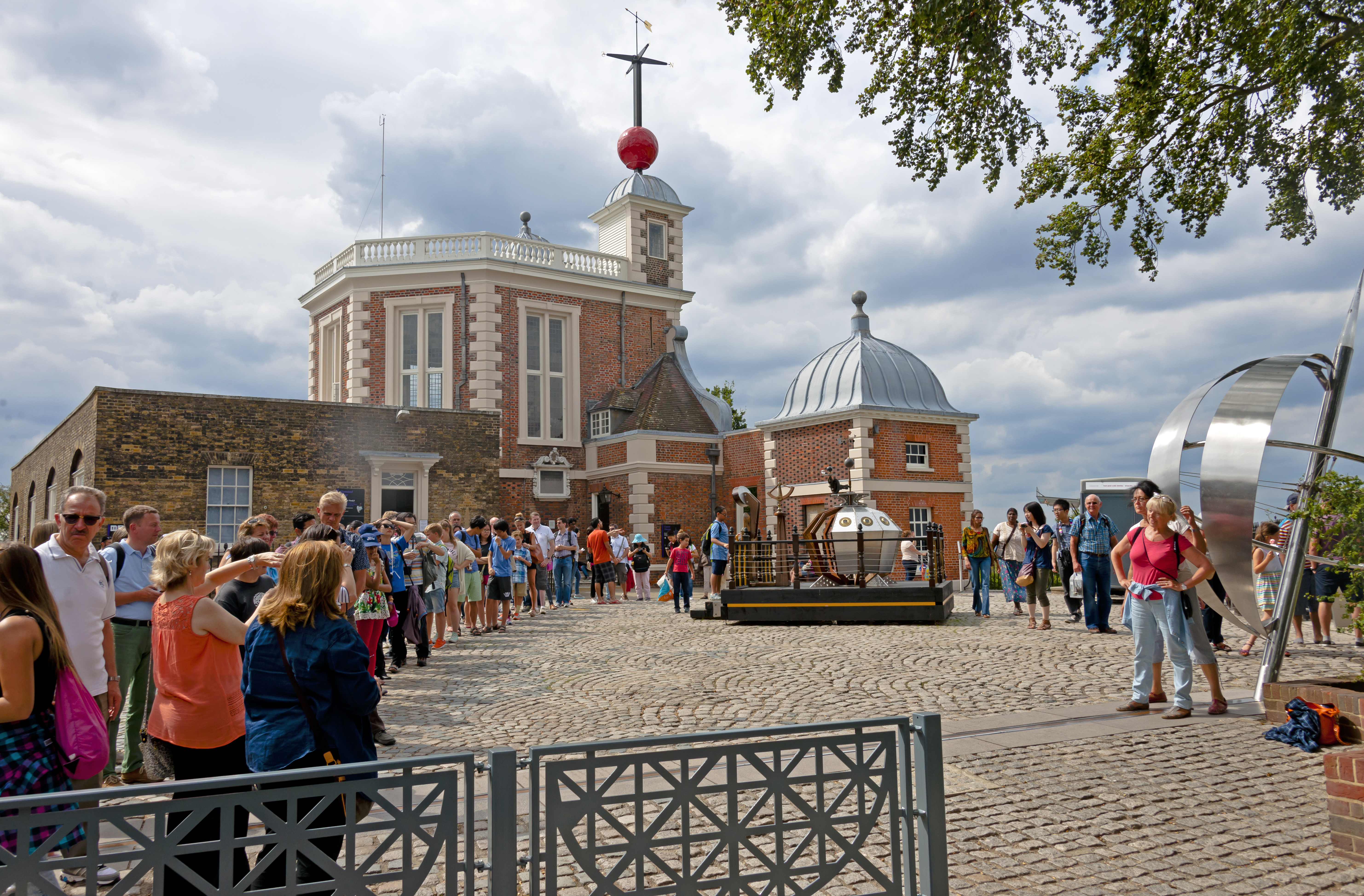
本初子午線紀念碑與拍照的遊客

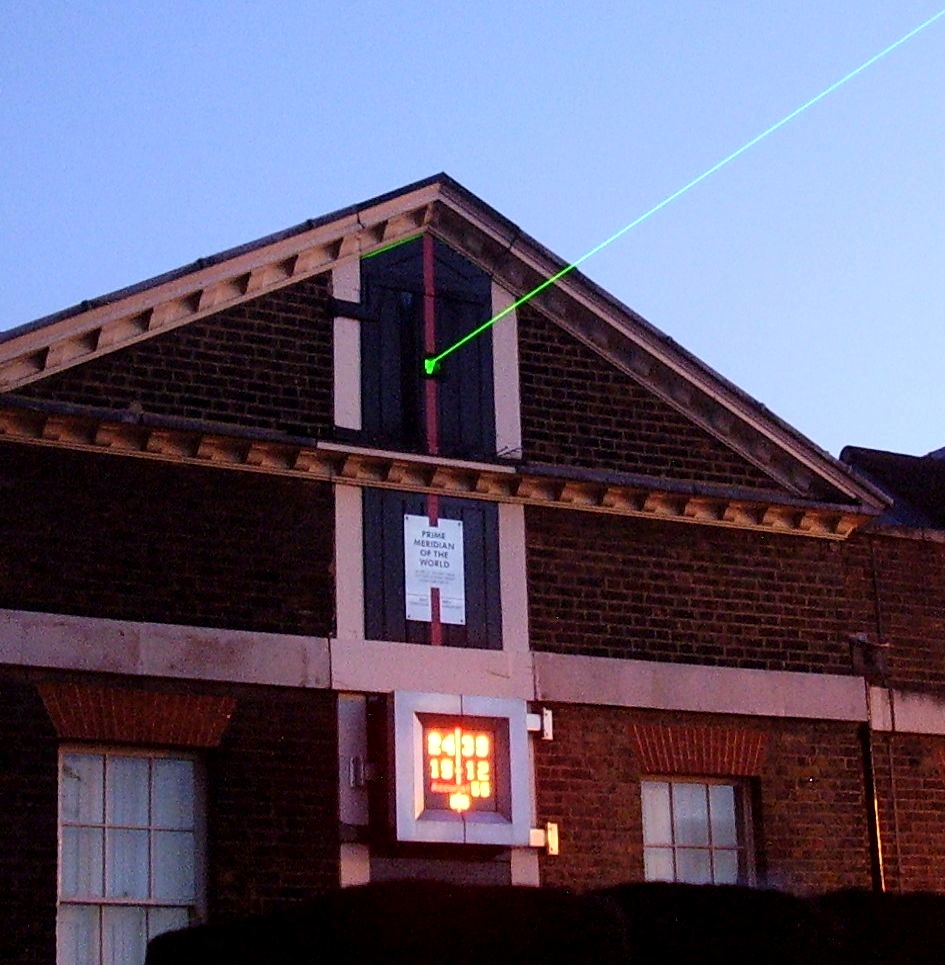
沿著格林尼治皇家天文台本初子午線投射的雷射標誌。

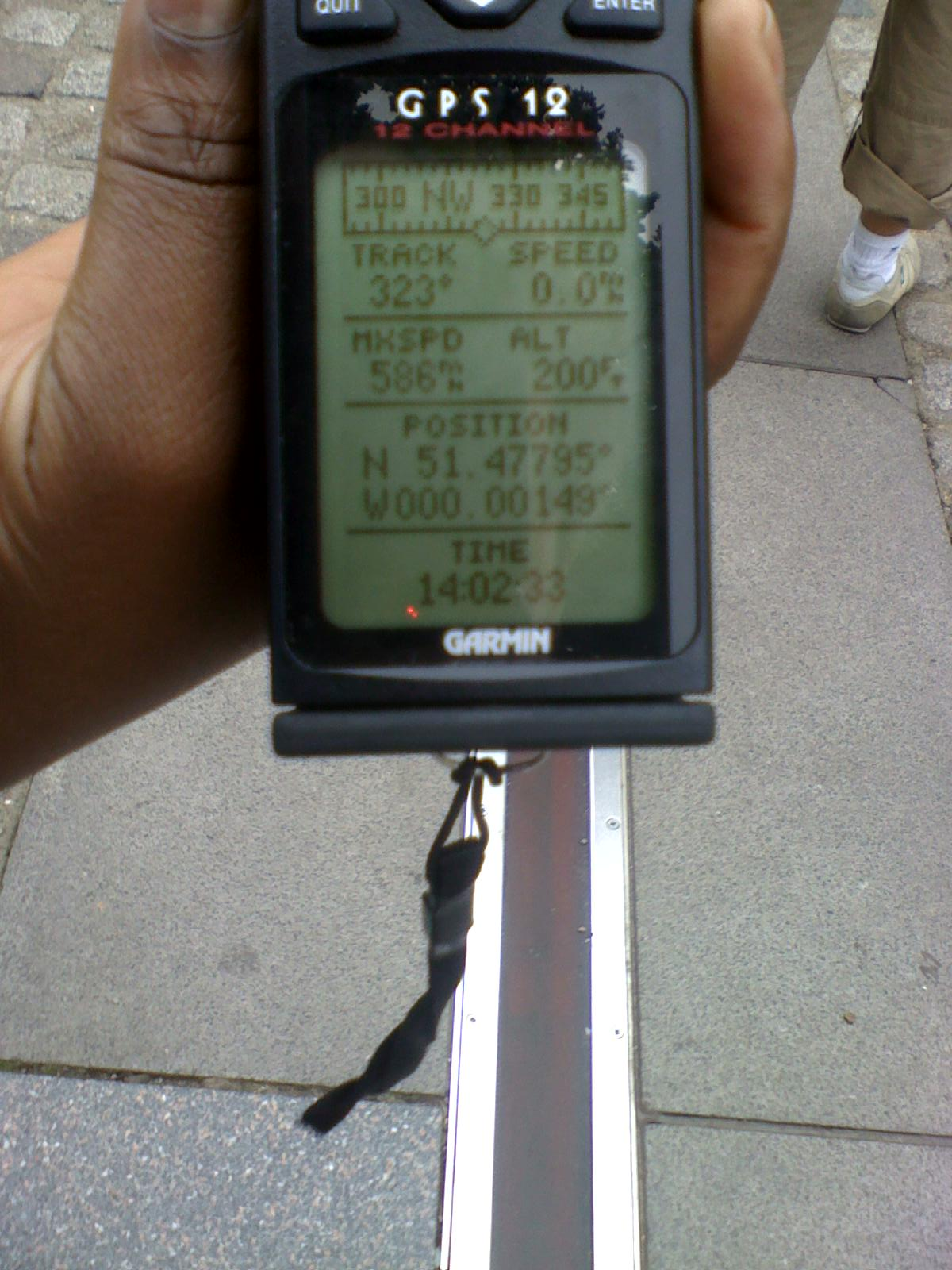
一個位在標誌線上方的GPS接收器顯示這就是本初子午線。顯示的經度不為0，不是儀器不正確，實際上，是因為真正的本初子午線在這條標誌線的東方102公尺。

格林尼治子午線是以在倫敦格林尼治皇家天文台為基地，由喬治·比德爾·艾里爵士在1851年設置的子午线。至1884年，已有超過三分之二的船舶使用此线作為他們海圖和地圖子午線的基準。同年（1884年）10月，美國總統賈斯特·亞瑟组织25個國家的41位代表在美國華盛頓特區召開國際子午線會議，将穿過格林尼治天文台的子午線選定為官方認定的本初子午線。然而，法國投棄權票，並在地圖中繼續使用巴黎子午線數十年。
本初子午線通過格林尼治天文台的艾里中星儀（51°28′40.1″N 0°0′5.3″W / 51.477806°N 0.001472°W），現在取而代之的是在院子裡的不銹鋼和黃銅帶標示，並且從1999年12月16日起改由強大的綠色雷射朝向倫敦北方，在夜空中閃耀著。
全球定位系統（GPS）接受器在格林尼治子午線標誌上顯示的經度讀數不是0度0分0秒，而是在本初子午線以西5.3弧秒（102.478公尺）。在過去，人们认为這种偏差源于基于太空建立的参考系（例如 GPS 系统使用的 WGS84 参考系）本身存在的误差，或源于國際時間局累积的误差。现代研究认为，垂线偏差导致天文学观测得到的结果与卫星导航系统提供的坐标存在差异；排除这一影响后，两种方式得到的子午线模型并没有系统性的差异。

## 歷史
在建立目前常見的經線之前，大多數海事國家都已經建立了自己的基本子午線，並且都無異議的通過自己的國土。1721年，英國建立了自己的基本子午線，通過早期在格林尼治的皇家天文台新建立的子午儀。這條子午線為了修建新的、更好的儀器，已經向東遷移過三次，總共移動了約10米左右，這是為了讓施工過程時仍能不間斷地觀測。最後的子午線是假想通過北極和南極與艾里中星儀的經線；中星儀的安裝必須垂直於當地的水平面（這是垂直於當地平面的鉛錘線）。1851年，該線成為英國的子午線。出於這段期間實務上的目的，有關子午線的移動並未被標記。
1884年，國際子午線會議產生國際認可的單一子午線，選擇的子午線就是通過位於格林尼治艾里中星儀的子午線，使它成為本初子午線。大約也在這個會議的期間，科學家也正在大規模的測量垂線偏差。人們預期在各不同地點的鉛錘線如果延伸下去，應該都通過一個點，也就是地心。但因為地球質量分布的不平均，真實的情況並非如此。若要使計算可行，科學家定義出回轉的橢球體；給定的橢球體是在特定的各區域測量出的，比如一個國家或大陸，可以得到良好的折衷值。在一個特定天文台，鉛錘線和垂直於迴轉橢球表面線之間的差別稱為垂線偏差。國際子午線會議並沒有考慮這個。
這種現象意味著，當艾里中星儀建築時，因為是使用鉛錘線來調整望遠鏡的垂直，垂線略偏離於現在用於定義經度和緯度的國際地表參考系統（這與使用於GPS的WGS84幾乎完全相同）的橢球表面垂線。這反過來意味著通過艾里中星儀的子午線稍微偏向現代的天球子午線（本初子午線正上方天空中的經線）東方。這樣的結果是，這架望遠鏡測量的任何過中天時刻都會在預測時間之前0.353秒（或0.353恆星秒）之前過中天。實際情形是，現代的子午線並不對應於艾里中星儀，而是在它的東方102米之處。對於所有實際航行時間，這種差異並不大，因此水手們當然不會發現。

## 今天的子午線
格林尼治子午線經過下列國家：
- 英国
- 法國
- 西班牙
- 阿尔及利亚
- 布吉納法索
- 多哥
- ：在南極洲的毛德皇后地。

## 註解
1. ↑  在1884年10月13日投票，10月22日通過決議[2]。

## 外部連結
- "Where the Earth's surface begins—and ends" （页面存档备份，存于）, Popular Mechanics, December 1930
- International Conference Held at Washington for the Purpose of Fixing a Prime Meridian - 古腾堡计划
- A pictorial catalogue of meridian markers